# Charmensac

Charmensac este o comună în departamentul Cantal, Franța. În 1 ianuarie 2022 avea o populație de 72 de locuitori.